# Brayton Vázquez
Brayton Vázquez (Zapopan, Jalisco; 5 de marzo de 1998) es un futbolista mexicano, juega como Defensa y su equipo actual es el Atlético Morelia de la Liga de Expansión MX.

## Inicios

### Atlas Fútbol Club
Formado en las básicas del Atlas Fútbol Club, surgiría de las sub-15 pasando por la tercera división del equipo rojinegros, hasta llegar a su debut en Copa MX.
Debutó primero en copa el 1 de octubre de 2019 ante Zacatepec.
En primera división debutaría ese mismo mes el día 18 ante el Club Puebla.

### Tampico Madero Fútbol Club
En enero de 2022 llegaría a préstamo al equipo de la Jaiba Brava que militaba en la Liga de Expansión MX, con el equipo tamaulipeco jugaría 12 partidos.

### Tepatitlán Fútbol Club
Ese mismo año llegaría al equipo alteño donde estaría por un año, el cual también milita en la división de plata, jugaría un total de 26 partidos entre el Apertura 2022 y el Clausura 2023.

### Dorados de Sinaloa
Después de haber estado un año con el Tepatitlán, seria nuevamente prestado pero esta vez seria al equipo del Gran Pez, donde jugaría 10 partidos

### Querétaro Fútbol Club
A finales del año 2023, llegaría al equipo de los Gallos Blancos.

## Palmarés

### Campeonatos nacionales
| Título                     | Club        | Año  |
| -------------------------- | ----------- | ---- |
| Primera División de México | Atlas F. C. | 2021 |